# 阴凯卿
阴凯卿（1904年10月—1931年11月13日），山西省夏县人，中国共产党早期领导人物。

## 生平
1923年到太原兵工厂当工人。1926年经王鸿钧介绍加入中国共产党，之后从事工人运动。1930年，中共地下党派阴凯卿赴苏联参加赤色职工国际代表大会。同年10月，中共中央北方局决定将中共太原特委改为中共山西省委，刘天章任省委书记、阴凯卿任省委组织部部长。此后，山西地方党组织得到整顿和恢复。
1931年1月，中共山西省委改为中共山西特委，阴凯卿任中共山西特委书记。5月，他主持召开中共山西特委军事会议，研究决定将高桂滋的两个团拉出来组成红军第24军，策动商震的军官教导团和李服膺的步兵17团起义组成红军25军。同年7月，赫光、谷雄一领导的中国工农红军第24军正式成立，与此同时，中共山西省特委准备在太原游行示威，但是武装暴动遭到失败。9月，因遭人举报，省特委书记阴凯卿、组织部部长刘天章被捕，后脱逃。同年10月21日，在白杨树村孟春莲家被捕。在狱中受到拷打，11月13日，阴凯卿与刘天章、任国桢在太原小东门外被处决，时年27岁。
中华人民共和国成立后，举行了安葬仪式，并在双塔寺修建烈士陵墓纪念，即今双塔革命烈士陵园。